# Optogramme
Un optogramme est une image supposée être imprimée au fond de la rétine de ce qui est vu par une personne. Une application serait, à la mort d'une personne, de pouvoir récupérer dans son œil la dernière image qu'elle a vue.
L'optogramme est une donnée fictive, car ce qui est perçu par l’œil n'est pas stocké mais transmis par des nerfs jusqu'au cerveau.

## En littérature
Quelques auteurs au XIXe siècle ont mentionné l'existence de l'optogramme, dont Chateaubriand[Où ?]. Des romans et des films policiers utlisent ce thème au XIXe siècle et au XXe siècle :
- Le Cauchemar écarlate, de la série télévisée Doctor Who ;
- Les Frères Kip, roman de Jules Verne ;
- Le Syndrome E, roman de Franck Thilliez ;
- Claire Lenoir, roman d'Auguste de Villiers de l'Isle-Adam[1] ;
- Quatre Mouches de velours gris, film de Dario Argento.

Au XXIe siècle un regain d'intérêt à l'optographie est évoqué par l'écrivain Théo Casciani dans son roman intitulé Rétine.

## Optogramme et photographie
En 1870, un médecin français, le docteur Vernois, publie dans la Revue photographique des hôpitaux de Paris un article « Étude photographique sur la rétine des sujets assassinés » ; il y préconise de photographier l'œil dégagé de son orbite et débarrassé de son cristallin afin de pouvoir interpréter, à la manière d'un devin, les preuves tangibles du meurtre.